# Villa de San Francisco (kommun)
Villa de San Francisco är en kommun i Honduras.   Den ligger i departementet Departamento de Francisco Morazán, i den centrala delen av landet, 29 km öster om huvudstaden Tegucigalpa. Antalet invånare är 7 745.